# Perla del Grijalva, La Trinitaria
Perla del Grijalva är en ort i Mexiko.   Den ligger i kommunen La Trinitaria och delstaten Chiapas, i den sydöstra delen av landet, 900 km sydost om huvudstaden Mexico City. Perla del Grijalva ligger 589 meter över havet och antalet invånare är 215.
Terrängen runt Perla del Grijalva är platt västerut, men österut är den kuperad. Runt Perla del Grijalva är det ganska tätbefolkat, med 90 invånare per kvadratkilometer. Närmaste större samhälle är Nueva Libertad, 0,65 km norr om Perla del Grijalva. Omgivningarna runt Perla del Grijalva är en mosaik av jordbruksmark och naturlig växtlighet.